# みるみるくるみ
みるみるくるみ（1988年6月30日 - ）は、日本のAV女優。
身長:152cm。スリーサイズ:B107(K)・W60・H86。

## 略歴・人物
2008年11月にAVデビュー。107cm・Kカップの爆乳ながらウエスト60cmというプロポーションで、母乳を出すこともできる。

## 出演作品

### アダルトビデオ
2008年
- モザイクなし!おっぱいでちゃう…（9月26日、シネマユニット・ガス） ※デビュー作
- モザイク解禁 感じると噴き出すおっぱい（11月21日、シネマユニット・ガス）
- あま〜いおっぱいムギュ!（12月26日、シネマユニット・ガス）

2009年
- 母乳搾りまくり みるみるくるみ 乳首乳輪おもうぞんぶん舐め吸い（1月23日、シネマユニット・ガス）
- 爆乳コスプレくるみ 欲求不満でおっぱいパッツンパッツン（2月27日、シネマユニット・ガス）
- 顔騎3P痴女拘束 乳首がバカになっておっぱい出まくり!（3月27日、シネマユニット・ガス）
- おっぱいヌルヌル逆ソープ（4月24日、シネマユニット・ガス）
- オナニー大好き 107K みるみるくるみ チンチンを使った騎乗位オナニー（5月29日、シネマユニット・ガス）
- 母乳ギャル 107K みるみるくるみ おっぱい噴き出す小悪魔（7月24日、シネマユニット・ガス）
- 母乳パイズリマンション 107K挟み噴き出し挟射（8月28日、シネマユニット・ガス）
- 母乳を噴き出す痴女（10月23日、シネマユニット・ガス）
- 母乳飲み放題高等学校（12月18日、シネマユニット・ガス）

2011年
- 爆乳母乳奥さまセレクト 最後の撮り下ろしスペシャル（9月16日、シネマユニット・ガス）